# Теракты в Шри-Ланке (2019)
Теракты в Шри-Ланке 21 и 22 апреля 2019 года — террористические акты, состоящие из серии девяти взрывов в трёх католических церквях и четырёх отелях в нескольких городах Шри-Ланки, включая столицу Коломбо. В результате терактов погибли 269 человек и около 500 получили ранения. В церквях взрывы произошли во время пасхальной мессы в Негомбо, Баттикалоа и Коломбо, в то время среди подвергшихся атакам отелей были Shangri-La, Cinnamon Grand и Kingsbury в Коломбо. Девятый взрыв произошёл на следующий день. По крайней мере два взрыва были осуществлены террористами-смертниками. Были задержаны 40 террористов, которые предположительно связаны с салафитскими джихадисткими организациями National Thowheeth Jama’ath и «ИГ». Позже, последнее взяло на себя ответственность за атаки.
Эти теракты стали первыми в Шри-Ланке со времён гражданской войны.

## Предыстория
70 % населения Шри-Ланки — буддисты, 9,7 % шри-ланкийцев — мусульмане. Около 7,4 % населения страны являются христианами, из которых 82 % — католики. Они были обращены в католичество португальцами. Шри-ланкийские тамильские католики приписывают своё религиозное наследие святому Франциску Ксавьеру, а также португальским миссионерам. Оставшиеся христиане равномерно разделены между англиканской церковью Цейлона и другими протестантскими конфессиями.
Пасхальное воскресенье — один из самых святых дней христианства; посещаемость церквей в Шри-Ланке очень высока в этот день.
«New York Times» и AFP сообщили о том, что начальник полиции предупреждал сотрудников службы безопасности за десять дней до нападения об угрозе для крупных церквей со стороны джихадисткой группировки «Национальный Таухид Джамаат». Однако никакой информации об этом не было передано высокопоставленным политикам страны. Министр Харин Фернандо затем выложил в Твиттере изображения внутренней памятки и отчёт полицейской разведки о террористической атаке, спланированной лидером группировки Захраном Хашимом.
Теракты в Шри-Ланке были связаны салафитской джихадисткой организацией «ИГ» и связанный с ним «НТД (Национальный Таухид Джамаат)». Позднее «ИГ» взял на себя ответственность за атаки.

## Идеология джихадистов

### Салафитский джихадизм
Главной идеологией «ИГ (Даула Исламия)» является «Салафитский джихадизм».
Центр Суфана, базирующаяся в Нью-Йорке группа, отслеживающая угрозы глобальной безопасности, заявила, что взрывы на Шри-Ланке имели все «отличительные черты» атак других салафитско-джихадистских группировок, особенно тех, где местные группировки получают иностранную поддержку".
Организация «Национальный таухид джамаат» была основана Моулви Захраном Хашимом в исключительно мусульманском городе Каттанкуди, который называют «благодатной почвой для экстремизма» и который стал свидетелем распространения салафизма и салафитского джихадизма с 1980-х годов при финансировании со стороны стран Персидского залива.

### Иностранное финансирование
Предполагается, что «НТД» получала финансирование от иностранных организаций для строительства своих мечетей, а генеральный секретарь SLFP Дайасири Джаясекара, выступая перед СМИ, заявил, что имеются «убедительные доказательства» того, что определенные лица в Саудовской Аравии и Катаре финансируют джихадистов в Шри-Ланке, и потребовал от правительств Саудовской Аравии и Катара принять меры против этих групп.

## Атаки
Христиане в Шри-Ланке праздновали пасхальное воскресное богослужение, когда в церквях и отелях по всей стране произошли взрывы. Считается, что по крайней мере два взрыва были осуществлены террористами-смертниками. Среди погибших числится 35 иностранцев, в том числе американские, британские и голландские граждане.

### Баттикалоа
В церкви Сиона в Баттикалоа также был устроен взрыв. Сотрудник больницы в Баттикалоа рассказал, что после этого взрыва к ним поступило более 300 человек с травмами. Шри-ланкийские СМИ сообщили, что по меньшей мере 40 человек погибли в Коломбо, 93 человека в Негомбо и 27 убиты в Баттикалоа. По сообщениям одного из полицейских, девять убитых были иностранными туристами.

### Дехивала
Зал приёмов возле Зоологического сада в Дехивале также был взорван, на месте происшествия были зарегистрированы две жертвы.

### Дематагода
О взрыве в Дематагоде поступили сообщения из жилого комплекса на улице Махавила Удяна.

## Погибшие
269 человек

## Реакция
Дом архиепископа в Коломбо объявил, что все запланированные на вечер католические пасхальные богослужения были отменены.